# گونار اندرسن (دوچرخه‌سوار)
گونار اندرسن (انگلیسی: Gunnar Andersen; ۱۲ مهٔ ۱۹۱۱ – ۱۳ نوامبر ۱۹۸۱) دوچرخه‌سوار اهل دانمارک بود.